# ディズニー・オン・パレード/100イヤーズ・オブ・マジック
ディズニー・オン・パレード/100イヤーズ・オブ・マジック(Disney on Parade 100years of Magic)は、2000年4月15日から2003年1月21日まで開催された東京ディズニーランドの昼のパレードである。当初はスポンサーがなかったが、2002年4月12日からはNTTドコモが提供した。

## 概要
2001年12月5日に迎えるウォルト･ディズニー生誕100周年を記念して開催されたパレードである。ミッキーマウスのアニメーション製作に始まるディズニー映画の歩みを、アメリカのエンターテイメントの流れに合わせ、3つの時代に分けて振り返った。全長700ｍ、最初期は14台のフロートで構成されていたが、2001年中盤以降、ヴィランズ･ディスコがカットされている。また、東京での公演終了後、多数のフロートが香港ディズニーランドで2005年から2010年まで行われた「ディズニー・オン・パレード」に流用されている。

## フロート構成･登場キャラクター

### オープニング
- ロゴフロート
- バンドコンサート･ミッキー
  - ミッキーマウス（バルーン）

### ザ･グッドオールドデイズ
- アニメーションブック
  - チップ、デール、ミッキーマウス（イラスト）
- プレーンクレイジー
- シリーシンフォニー
  - 『3匹のこぶた』ファイファー･ピッグ、フィドラー･ピッグ、プラクティカル･ピッグ、ビッグ･バッド･ウルフ
- ファームヤード･カートゥーン
  - ドナルドダック、グーフィー、クララベル･カウ、ホーレス･ホースカラー、クララ･クラック

### ザ･ゴールデンエイジ
- フェアリーテイル･プリンセス
  - 『白雪姫』白雪姫、王子
  - 『眠れる森の美女』オーロラ姫、フィリップ王子
  - 『シンデレラ』シンデレラ、プリンス･チャーミング
- スプーンフル･オブ･シュガー
  - 『メリーポピンズ』メリー･ポピンズ、バート、ペンギン

### ザ･ハッピーデイズ
- ミニーのドライブイン
  - ミニーマウス、プルート、ロジャーラビット
  - 『くまのプーさん』くまのプーさん、ティガー
- アリスのワンダーランド
  - 　『ふしぎの国のアリス』アリス、ハートの女王、フラミンゴ、チェシャ猫（装飾）、蝶になったイモムシ（装飾）
- ヴィランズ･ディスコ
  - 『白雪姫』魔女
  - 『ピノキオ』ファウルフェロー、ギデオン
  - 『眠れる森の美女』マレフィセント
  - 『101匹わんちゃん』クルエラ･ド･ヴィル
- ダンシン･バグズ
  - 『バグズライフ』フリック、アッタ姫、ハイムリック、ジプシー、マニー、タック、ロール

### フィナーレ
- レインボー･オブ･スター
  - 『美女と野獣』ベル、野獣
  - 『ポカホンタス』ポカホンタス、ミーコ
  - 『ノートルダムの鐘』エスメラルダ、クロパン
  - 『ヘラクレス (1997年の映画)』ヘラクレス、メガラ
  - 『ムーラン』ムーラン、リー･シャン
  - 『ターザン』ターザン、ジェーン

- キャッスル･オブ･ドリーム
  - ミッキーマウス
  - 『トイ・ストーリー2』ウッディ、バズ･ライトイヤー、ジェシー